# Cifrai kápolna
A nagyszénási Sárkányölő Szent György-kápolna, közismert nevén cifrai kápolna, egy római katolikus kápolna volt a község külterületének északi részén, Cifra majorban. Napjainkban már csak a romjai tekinthetőek meg.
| Kattints az alábbi külső linkek egyikére! | Kattints az alábbi külső linkek egyikére! |
| ----------------------------------------- | ----------------------------------------- |
| Nem található szabad kép.(?)              |                                           |
| külső link · jogvédett                    | A kápolnáról készült fotó                 |

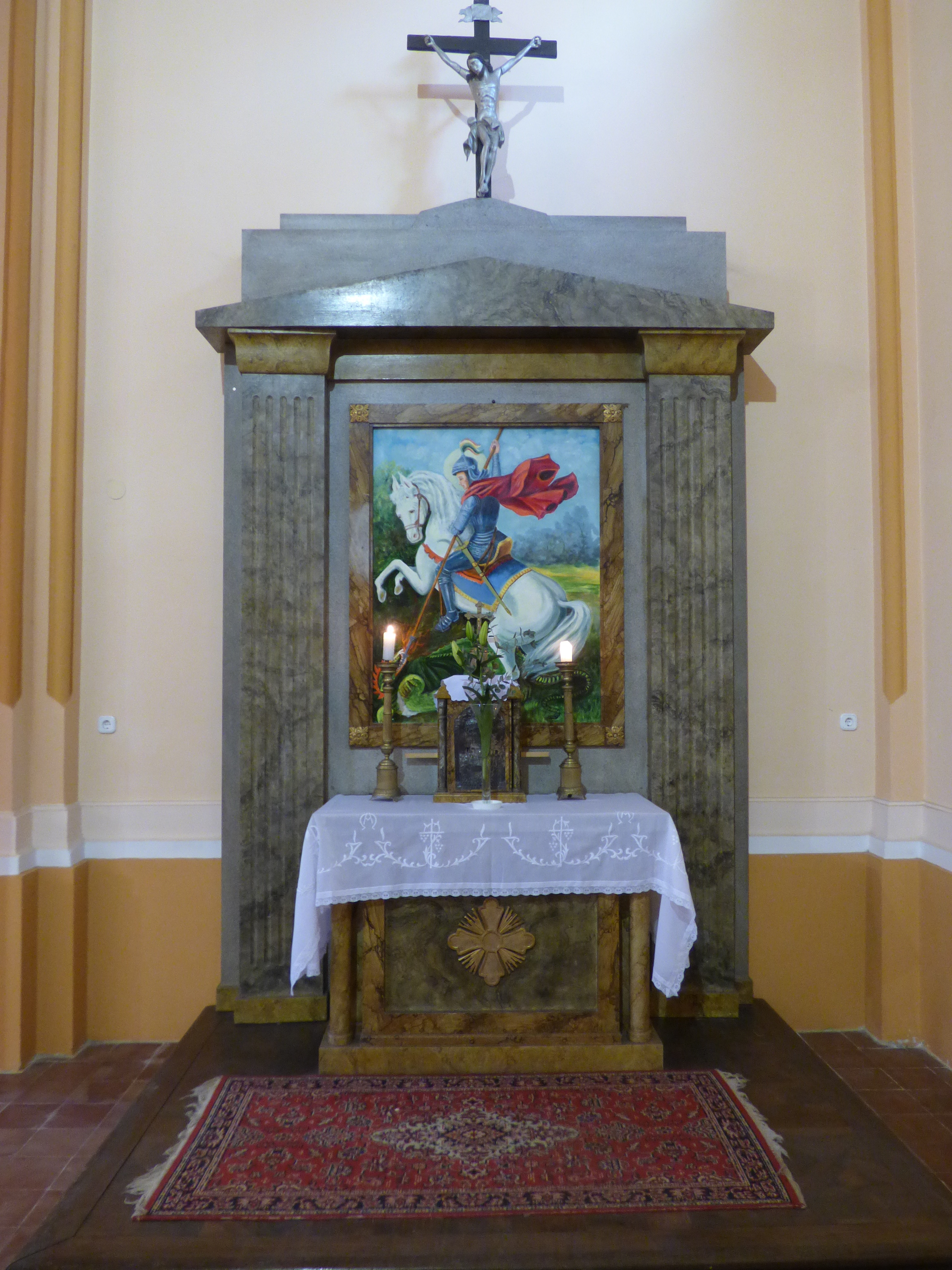
A megmentett oltár a helyi Nagyboldogasszony templomban

## Előzmények
Maga a kápolna 1889-ben létesült a majorbeli Károlyi-kastély északnyugati oldalán. Két bejárata volt: egy kívülről, a cselédeknek, egy belülről, a grófi családnak. Alapítója gróf Károlyi Gyula volt, aki apja, Károlyi György emlékére rendelt egy Szent György-oltárképet. A kápolna létesítésére Schlauch Lőrinc nagyváradi püspöktől kapott engedélyt. Felszentelésére 1890. január 2.-án került sor, első plébánosa Toldy Péter, ferences-rendi szerzetes lett.
Később, nem tudni milyen okból, de Gyula gróf nekilátott egy különálló kápolna építésébe. Erről azonban semmilyen feljegyzés nem készült.

## Története

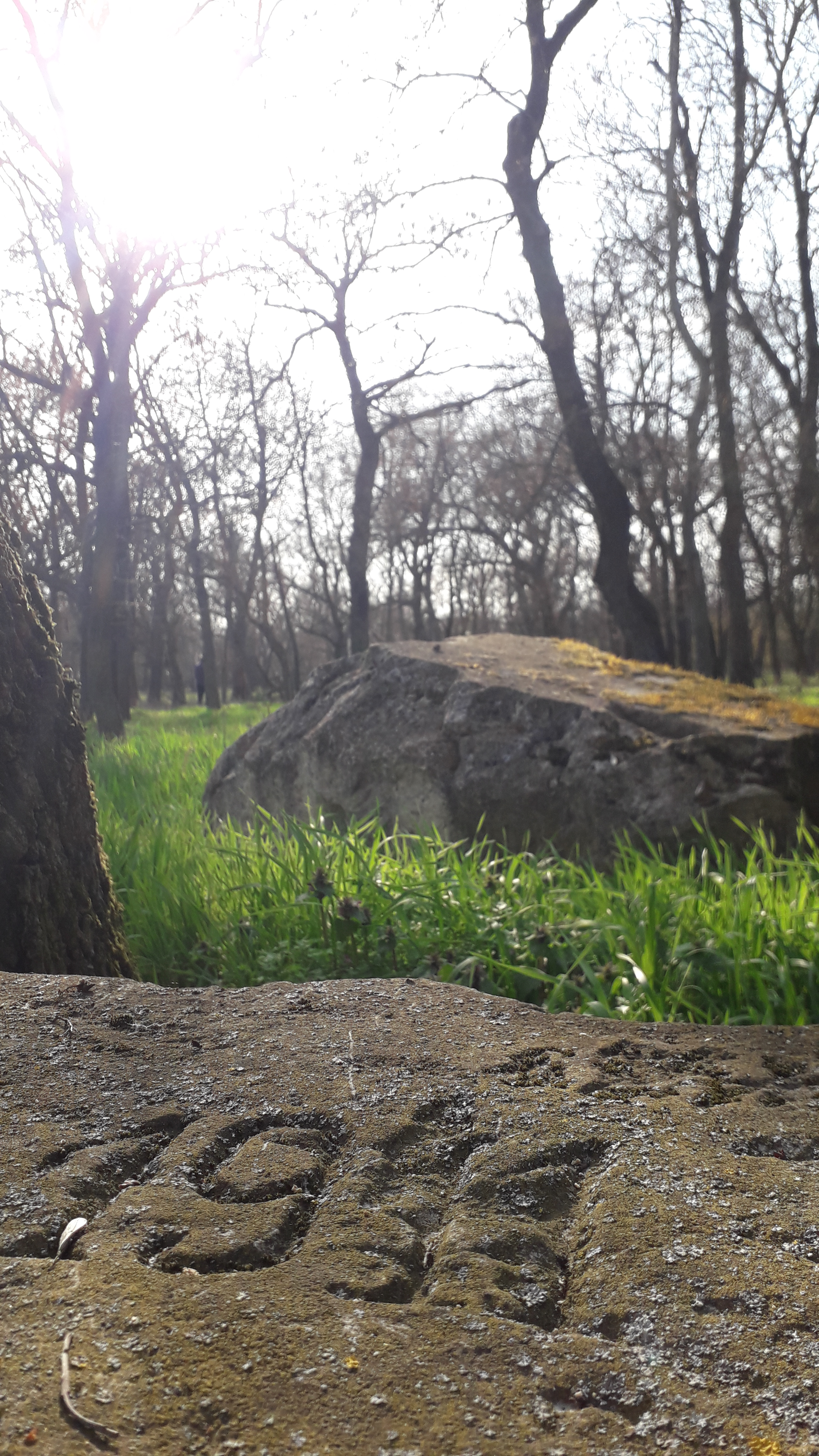
A kápolnarom egy feliratos köve

A különálló kápolna építési ideje nem ismert. Annyi bizonyos, hogy építésze Rudolf Kolbe, német származású mérnök volt. Neoklasszicista stílusú, nyolcszög alaprajzú épület volt, tetején bronzkupolával, melyet napos időben a szarvasi templom tornyából is látni lehetett.
A kápolna környezetét gondosan alakították ki: a hozzá vezető ösvényt orgonabokrok szegélyezték, bejáratával szemben fenyőket ültettek. A kápolna hátsó (keleti) oldalán két szobrot is felállítottak: Szűz Máriáét és Assisi Szent Ferencét.
A kápolna belső tere egyszerű volt. Nyolc pad volt található benne: hat középen, kettő pedig szélen, ezekből az egyik körbe volt véve korláttal. Utóbbi volt a grófi család ülőhelye. Az oltár mellett volt a sekrestye, ami egyben gyóntatófülkeként is szolgált.
1908-ban költözött ki a katolikus gyülekezet Cifra majorból. Bent a faluban béreltek házat, majd csak 1925-ben kezdődtek el a ma is látható templom építkezési munkálatai. A kápolna az enyészeté lett, bútorait még megmentették, a katolikus templomba kerültek. A kápolnát végül 1942-ben bontották le, de romjai (néhány falmaradvány) mai napig megtekinthetőek a Cifrai-erdő maradványában.

## Lelkészei
forrás:
- Toldy Péter, ferences rendi szerzetes (1890–1899)
- Somogyi Alajos (1899–1902)
- Derzsi Ádám (1902–1922, 1908-tól már a községben szolgált)